# Ciénega de Puerto Alegre
Ciénega de Puerto Alegre är en ort i Mexiko.   Den ligger i kommunen San Miguel Totolapan och delstaten Guerrero, i den södra delen av landet, 230 km sydväst om huvudstaden Mexico City. Ciénega de Puerto Alegre ligger 1 351 meter över havet och antalet invånare är 332.
Terrängen runt Ciénega de Puerto Alegre är bergig åt nordost, men åt sydväst är den kuperad. Runt Ciénega de Puerto Alegre är det glesbefolkat, med 19 invånare per kvadratkilometer. Närmaste större samhälle är Campo Morado, 10,5 km sydost om Ciénega de Puerto Alegre. I omgivningarna runt Ciénega de Puerto Alegre växer huvudsakligen savannskog.